# Hernán Da Campo
Hernán Nicolás Da Campo (Capitán Bermúdez, 6 agosto 1994) è un calciatore argentino, centrocampista dei Sport Boys.

## Caratteristiche tecniche
È un esterno destro.

## Carriera
Cresciuto nelle giovanili del Rosario Central, ha esordito in prima squadra il 22 novembre 2014 in occasione del match pareggiato 1-1 contro l'Olimpo.

## Statistiche

### Presenze e reti nei club
Statistiche aggiornate al 16 marzo 2018.
| Stagione        | Squadra         | Campionato      | Campionato | Campionato | Coppe nazionali | Coppe nazionali | Coppe nazionali | Coppe continentali | Coppe continentali | Coppe continentali | Altre coppe | Altre coppe | Altre coppe | Totale | Totale | Totale |
| Stagione        | Squadra         | Comp            | Pres       | Reti       | Comp            | Pres            | Reti            | Comp               | Pres               | Reti               | Comp        | Pres        | Reti        | Pres   | Reti   |        |
| --------------- | --------------- | --------------- | ---------- | ---------- | --------------- | --------------- | --------------- | ------------------ | ------------------ | ------------------ | ----------- | ----------- | ----------- | ------ | ------ | ------ |
| 2014            | Rosario Central | PD              | 2          | 0          |                 | -               | -               |                    | -                  | -                  |             | -           | -           | 2      | 0      |        |
| 2015            | Rosario Central | PD              | 1          | 0          | CA              | 0               | 0               |                    | -                  | -                  |             | -           | -           | 1      | 0      |        |
| 2016            | Rosario Central | PD              | 1          | 0          | CA              | 0               | 0               | CL                 | 1                  | 0                  |             | -           | -           | 2      | 0      |        |
| 2016            | Quilmes         | PD              | 0          | 0          | CA              | 1               | 0               |                    | -                  | -                  |             | -           | -           | 1      | 0      |        |
| 2016-2017       | Quilmes         | PD              | 24         | 3          | CA              | 1               | 0               |                    | -                  | -                  |             | -           | -           | 25     | 3      |        |
| 2017-2018       | Rosario Central | PD              | 1          | 0          | CA              | 0               | 0               |                    | -                  | -                  |             | -           | -           | 1      | 0      |        |
| Totale carriera | Totale carriera | Totale carriera | 29         | 3          |                 | 2               | 0               |                    | 1                  | 0                  |             | -           | -           | 32     | 3      |        |